# Celeste Buckingham
 (juillet 2024).
Celeste Buckingham, de son nom complet Celeste Rizvana Buckingham est une jeune auteur-compositeur-interprète slovaque d'origine américano-suisse née le 3 mai 1995 à Zurich en Suisse.
Elle se fit connaître par le public tchécoslovaque en participant à l'émission Česko Slovenská Superstar (en),,(équivalent de Nouvelle Star en France) en 2011 où elle termina dixième,. Malgré cette place, elle gagnera l'amour du public tchécoslovaque en devenant rapidement une artiste auto-portante,. Ses premiers singles : Blue Guitar (en), (Guitare Bleue) et Nodoby Knows (en), (Personne ne sait) se sont vite imposés en entrant parmi les dix premiers hits des charts slovaque en 2011. Cette reconnaissance lui permis d'avoir sa première collaboration, avec le rappeur slovaque Majk Spirit (en), sur le titre Ja a ty (Moi et Toi), enregistré pour l'album studio du rappeur en 2011. C'est en 2012 qu'elle sort son premier album studio : Don't Look Back (sk).
L'album reçu de très bonnes critiques, chez EMI en République tchèque et les ventes furent un énorme succès. L'album grimpa à la 37e place du Top 50 Prodejní (Top50 Charts Tchèques). Mais c'est le single Run Run Run (en) qui connut le meilleur succès en se frayant parmi les charts nationaux dans d'autres pays, en se classant à la 2e place,. Ce fut la chanson la plus jouée en Slovaquie d'un artiste slovaque, et ce fut la deuxième chanson la plus jouée en République tchèque en 2012. Le succès du single Run Run Run, lui fit obtenir un grand nombre de nominations. Notamment lors de la 19e édition des MTV Europe Music Awards 2012,,, faisant de Celeste Buckingham la seule candidate féminine dans sa propre catégorie, qu'elle gagnera en étant élue « Best Czeck and Slovak Act », (Le Meilleur Acte Tchèque et Slovaque). Elle recevra également quatre nominations à la cérémonie slovaque : Slávik Awards (en),,,, dont celle du nouvel artiste de l'année (Slávik Award) (en),,,.
Les singles suivants seront sa collaboration pour le groupe AMO (en) avec le titre Swing (en) et le single solo Never Be You (en),.
Ils seront suivis par la sortie de son deuxième duo avec Majk Spirit (en) intitulé I Was Wrong (en),,.
En 2012, le rappeur Pitbull tombe sur son single Run Run Run et décide de collaborer avec la jeune artiste,. En plus de son propre label Buckingham Entertainment Group ; Celeste signe un contrat en 2013 chez le label Mr. 305 Inc. (en),, fondé par Pitbull, qui l'aide à faire sa promo aux États-Unis. Son single Run Run Run tournera sur plusieurs stations radios,, dont la célèbre radio Radio Disney, où le single entrera dans le TOP30. Cette reconnaissance lui vaudra d'être nommée aux Radio Disney Music Awards 2014 (en) dans la catégorie « Best New Artist: The Freshest » (Meilleur Nouvel Artiste),, aux côtés de Becky G et The Vamps. (C'est Becky G qui remporta le titre).
Le clip Run Run Run compte à ce jour plus de 20,9 millions de vues, et est le plus grand succès musical actuel de la chanteuse.
En novembre 2013, elle sort son nouvel et second album Where I Belong.
En plus de ces performances musicales, Celeste Buckingham écrivit également un livre pour enfants avec sa jeune sœur Carmel Buckingham (cs), intitulé : The Lost Princess (en) (La Princesse Perdue), publié en 2007 par Divis en Slovaquie.
Sur scène, l'un des traits caractéristiques de la chanteuse sont ses performances pieds nus,, influencée par Joss Stone.

## Biographie
| Disons-le de cette façon - je suis une étrangère qui a vécu en Slovaquie pendant plusieurs années et qui a appris la langue locale. J'ai réussi à parfaitement acquérir l'accent, mais je fais encore des erreurs de grammaire. Quand mes parents m'ont inscrite à l'école maternelle, je ne parlais pas du tout slovaque, c'était trop dur pour moi. Je me souviens encore que les enfants se moquaient de moi. Mais finalement, j'ai réussi [...] -Celeste à propos de son pays d'adoption, la Slovaquie. (SME, 29 août 2012) [...]." |

### 1995–2006: enfance
Celeste Rizvana Buckingham est née le 3 mai 1995, à Zurich en Suisse. Son père Thomas (né en 1954) est un natif de Chicago,, il a des origines irlandaises et britanniques, tandis que sa mère Zarin Buckingham (née en 1961) est suisse,, et a des origines iraniennes et russes,. Selon les propos de la chanteuse le 8 mars 2013 pour MF DNES, dans son adolescence sa mère avait quitté son Iran natal pour la Suisse. C'est là-bas qu'elle rencontra Thomas un étudiant américain (son mari et père de Celeste), avec qui elle déménagea plus tard en Alaska. Étant l'aînée de la famille, Celeste passa les premières années de son enfance à Anchorage, où son père travailla comme cardiologue.
En 1999,, la famille Buckingham déménage vers le continent européen. À la suite de l'offre d'emploi acceptée par son père, ils s'installent en Slovaquie. Lors d'une interview publiée le 29 août 2012 au journal slovaque PME, la chanteuse rajouta également : « Quand nous étions bébés avec ma sœur, nous avons vécues en Alaska. Alors que nos parents avaient vécu en Suisse un certain temps et ils pensaient constamment à retourner en Europe. Cependant, ils n'étaient plus attirés par la Suisse et ils envisageaient de s'installer ailleurs. Le choix se porta sur la Slovaquie, quand mon père obtenu une offre d'emploi là-bas, ce qui était primordiale pour sa famille. À l'origine, nous devions rester qu'une année, et finalement nous y sommes restés pendant près de treize ans ».
Depuis l'âge de trois ans, Celeste et sa jeune sœur Carmel (cs) ont grandi à Borinka, un village à proximité de la capitale de Bratislava en Slovaquie, leur pays d'adoption. Petite, elle fut encouragée à prendre des cours de danse classique et de danse latine. Plus tard, elle commença à jouer des instruments de musique, tels que la guitare et le piano.

### 2007–2010: l'ère deLa Princesse Perdue
Curieusement ce n'est pas dans le domaine de la musique que Celeste fit ses débuts, mais dans le domaine de la littérature jeunesse en compagnie de sa sœur Carmel. En 2007, l'adolescente âgée de douze ans conçu avec sa jeune sœur une courte histoire sur les aventures de la princesse Lilly et de sa petite sœur « perdue », Blossom. Inspiré par un livre de L. Frank Baum, La Princesse Perdue (The Lost Princess) de Celeste et Carmel Buckingham fut publié le 1er octobre 2007 par Divis en Slovaquie. Peu de temps après sa sortie papier, le père des filles résuma l'histoire pour Amazon.com, indiquant dans son avis : « L'histoire est à propos de l'enlèvement de la plus jeune des 2 sœurs et comment la sœur aînée fait tout pour la retrouver et la ramener à sa famille. Les personnages vivent de nombreuses aventures et surmonterons de nombreuses difficultés pour que leur famille soit réunie. Les personnes doivent grandir et devenir plus fort pour surmonter ces difficultés [...] ».
Le livre, illustré par Georgina Soar n'attira pas l'attention et aucune des filles ne continua dans le genre littéraire.
Au lieu de ça, Celeste commença progressivement à écrire ses propres chansons acoustiques, qui aboutiront à un album pour enfants personnel, chantés par elle et sa sœur. Elles formeront un duo nommé : Anchorage,, qui est un clin d'œil à la ville où elles résidaient autrefois en Alaska. Une de ses premières démos fut Blue Guitar (en), qu'elle écrivit à l'âge de douze ans.
Pourtant, malgré le développement d'une passion pour la musique dans ses années pubères, elle révéla ne pas avoir été une adolescente heureuse. Interrogée en 2013 par Radka Červinková pour Mladá fronta DNES, la chanteuse révéla que s'était principalement due au fait qu'elle manquait de confiance en elle à l'époque et cela la préoccupait en cours.
« C'est difficile à croire, mais il y avait des moments où je me sentais seule, parce que je pensais que je n'étais pas assez bien pour les autres et que tout ce que je faisais était mal et que je ne pourrais jamais accomplir quoi que ce soit de bien. Peut-être que c'était la puberté, mais entre mes 12 et 15 ans, j'étais constamment déprimée et je ne savais pas quoi faire avec moi-même. Une seule chose m'a sauvé -.. l'idée que j'étais une très bonne chanteuse ».
Avant de prendre une décision sur sa carrière, elle fit ses études à l'École Internationale Forel,, qui fut fondée par sa propre mère,.

### 2010–2011:SuperStaret le commencement de sa carrière
| J'ai auditionnée au concours dans l'espoir de chanter et de laisser une trace dans l'esprit des gens. Mais ça n'a pas été évident car nous n'avions pas le choix des chansons, et nous avons dû apprendre rapidement à gérer la célébrité. Entendre des heures et des heures les cris des admirateurs et le combat entre candidats, et même une bonne partie de la presse à potins qui spéculent sur les relations. Nous étions tous sur les nerfs, affamés et malades. Quand je suis rentré fatiguée après trois mois, j'ai longuement réfléchi. À cette époque, je n'étais pas au courant que cela puisse être aussi dure, ma famille craignait pour ma santé. Eh bien, si tu n'es pas prête pour ça, il faut te battre. —Celeste dans les coulisses de l'émission SuperStar (MF DNES, 4 avril 2013) |

À la suite des conseils des producteurs de disques Martin Šrámek, et Andrej Hruška -qui deviendront bientôt ses mentors-,, Celeste décide d'auditionner en 2010 pour la Saison 2 de Česko Slovenská SuperStar (en) une coproduction tchécoslovaque de Pop Idol, la série originaire du Royaume-Uni, et qui est l'équivalent de La Nouvelle Star en France. Elle terminera dixième au concours.

### 2012–2013:Don't Look BacketRun Run Run

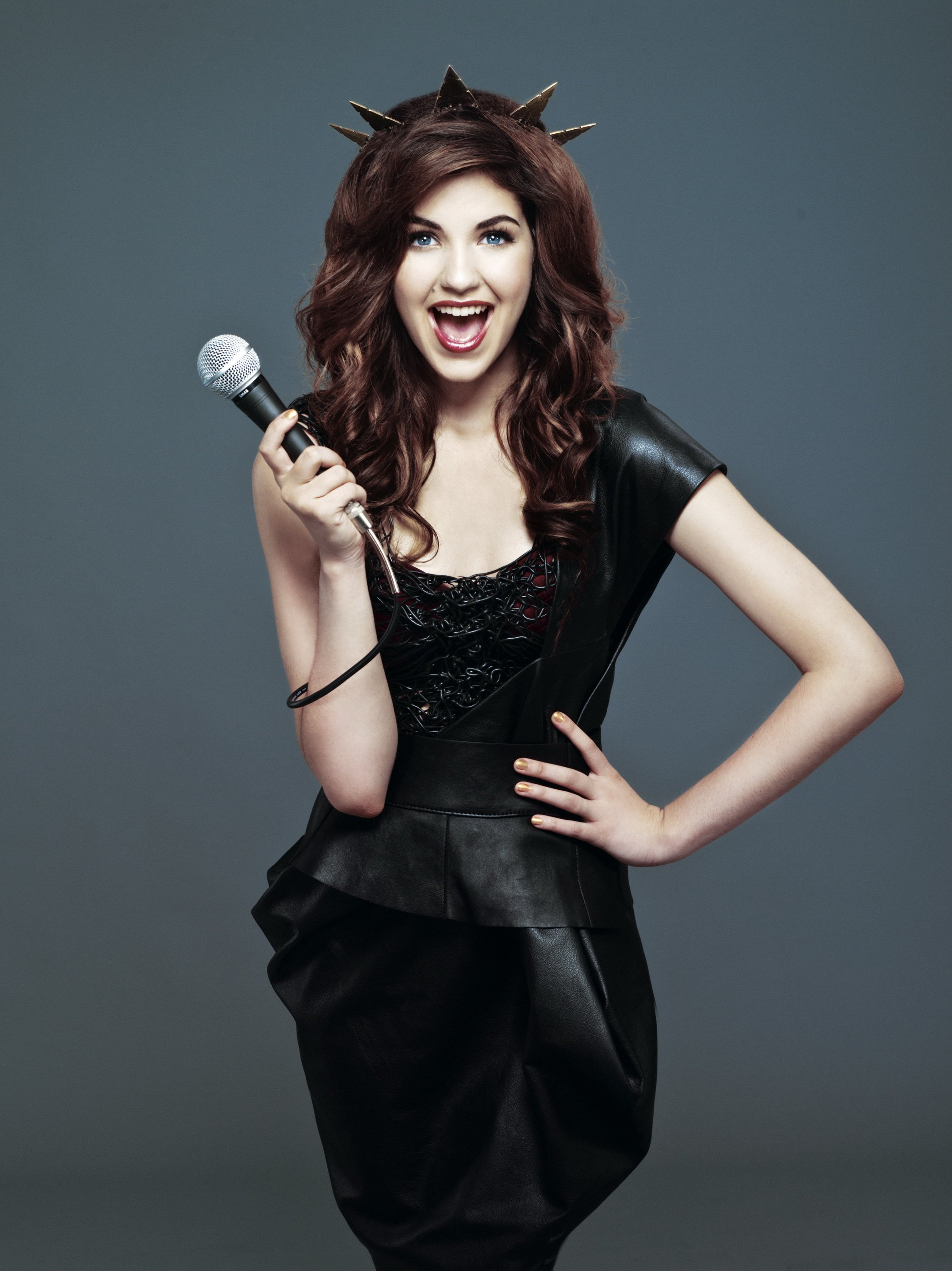
Celeste imitant la statue de la Liberté – elle tient un micro et porte une couronne d'or de cinq pointes.

Malgré sa dixième place, les producteurs de disques Martin Šrámek, et Andrej Hruška croient en elle et deviennent ses mentors,. Celeste signe un contrat chez EMI Records en République tchèque.
Son premier album Don't Look Back (sk) enregistré au LittleBeat studio à Bratislava sortira le 3 avril 2012. Sur cet album, figure le titre Blue Guitar (en) que Celeste écrivit à l'âge de 12 ans.
On y retrouve également le single Run Run Run (en) qui fit connaître la chanteuse internationalement et qui compte aujourd'hui plus de 18 millions de vues.
L'album reçu de très bonnes appréciations de la part des critiques musicaux. Le magazine REPORT (cs) salua l'album comme « l'un des meilleurs premier album jamais sorti par des finalistes de concours de talents locaux ». Complimentant également la jeune artiste pour « avoir dépassée tous les autres chanteurs de sa catégorie ».
Dans une étude publiée sur le site MusicServer.cz, Honza Balušek présente le produit comme « un nouvel et brillant album », continuant plus loin : « Vraiment incroyable, à seize ans (au moment de l'enregistrement) Celeste Buckingham est la meilleure des finalistes du concours Superstar... Wow ! » Tout en notant les grandes influences de genre, comme Adele, Dido, Rihanna et Katy Perry, la chroniqueuse a souligné les compétences de Celeste Buckingham en tant qu'auteur-compositeur. Elle salua surtout le titre Run Run Run comme étant son favori et en particulier le duo de la chanteuse avec Noah Ellenwood. Elle souligna également le potentiel de son duo avec Martin Harich, décrivant leur chanson Mám Ta Malo comme étant un bon titre de pop classique slovaque. Finalement, elle nota l'album avec huit points (sur dix au total).
Le 26 juillet 2012, l'album entre dans le Top 50 Prodejní, un classement regroupant la République tchèque et la Slovaquie, en se positionnant à la 40e place. La semaine suivante, le 3 août 2012, l'album grimpe à la 37e place. L'album restera quatre semaines dans le classement.
Le single Run Run Run fit un meilleur score en se plaçant numéro 1 en Slovaquie et en République tchèque,.
Le hit est diffusé sur plusieurs radios locales en Slovaquie, République tchèque, mais également en Asie et en Afrique.
Le 29 novembre 2012, elle eut l'occasion d'interpréter son hit Run Run Run lors de la première partie du concert de Seal à Bratislava en Slovaquie,.

### 2013-2014:Where I Belonget l'envol vers l'Amérique
Au cours de l'année 2012, le rappeur Pitbull tombe sur le clip de Run Run Run et décide de collaborer avec la jeune artiste,. Celui-ci soutien également la jeune femme pour sa nomination aux MTV Europe Music Awards 2012,, -qu'elle remporta.
À la suite de cette collaboration, Celeste signe un contrat chez le label Mr. 305 Inc. (en) de Pitbull,,,. Grâce à ce soutien, le single Run Run Run tourne sur plusieurs radios locales des États-Unis et d'Amérique du Sud,,,. Le célèbre site américain Billboard lui consacrera même un article. Un duo entre les deux artistes serait même envisagé dans les mois à venir.
Run Run Run fut notamment diffusé sur Radio Disney, en entrant dans le TOP30 de la radio. Ce qui lui vaut d'être nommé pour les Radio Disney Music Awards 2014 (en) dans la catégorie « The Freshest - Best New Artist », aux côtés de Becky G et The Vamps.
Sa musique obtenue des critiques élogieuses par les plus grands noms de la musique tels que Béyoncé, Rihanna, Gavin DeGraw, Lady Antebellum et Pitbull qui lui ont attribué leurs votes pour les Radio Disney Music Awards 2014 (en).
Le 18 novembre 2013, elle sort son nouvel et second album Where I Belong, , où figure en bonus le hit Run Run Run - déjà présent sur son premier album. On y retrouve également de nouveaux singles tels que Never Be You (en), Gone, I Was Wrong et les deux derniers Crushin' My FairyTale et I'm Not Sorry.

### 2014: Juge et Égérie tchécoslovaque pourX-Factoret l'Oréal Paris, premiers rôles au cinéma
La cérémonie des Radio Disney Music Awards 2014 (en) dans laquelle Celeste fut nommée - catégorie « Meilleur nouvel artiste » - eu lieu le 27 avril 2014 au Nokia Theatre de Los Angeles en Californie,,.
Le 3 mars, elle sort son nouveau single : I'm Not Sorry de l'album Where I Belong, dédié à toutes les femmes à l'occasion de la Journée Internationale de la Femme,. Pour la sortie de ce nouveau single et la réalisation du clip vidéo, elle aura l'opportunité de collaborer avec l'association Care.org,
Elle devient la plus jeune juge X Factor (pays confondus) en devenant coach pour la franchise tchécoslovaque (X-Factor Česko-Slovensko), a à peine 18 ans,.
Elle sera diffusée pour la première fois sur une radio française avec le titre Run Run Run (en) dans Le Lab' VirginRadio le 13 avril 2014.
Après le domaine musical, de la mode et de la littérature, ce sera dans le domaine du cinéma que la jeune artiste fera ses premiers pas. On lui proposera de jouer son propre rôle dans la série de télévision slovaque Panelák (sk). Grâce à cette opportunité, elle obtiendra également le rôle de Marie dans la série Moje Povstanie (Ma Rébellion), dont l'histoire se déroule lors de la période d'occupation des allemands en Slovaquie, ainsi que le rôle de la princesse Béatrice dans le film Láska na vlásku (Le Prince et le Pauvre) dont le tournage s'est fini début juin. La musique du générique sera également écrite, composée et interprétée par Celeste elle-même et deviendra un nouveau single.
En mai 2014, elle devient la nouvelle égérie tchécoslovaque de L'Oréal Paris et présente les colorations Casting Crème Gloss,.
Début juin, elle rentre dans la programmation de la radio valaisanne Rhône FM en Suisse avec le titre Crushin' My FairyTale en se positionnant deux semaines de suite à la première place du Top du Net avec plus de 4000 votes positifs en seulement trois semaines.
En automne 2014 sort son nouveau single Love In Your Soul, qui est le générique du film fantastique slovaque Láska na Vlásku,, qui sortira sur les écrans de cinéma tchèque et slovaque le 9 octobre 2014.
En novembre, la jeune artiste est nommée aux European Excellence Awards 2014 dans la catégorie « Beauty & Fashion » grâce à son travail pour la marque L'Oréal Paris en République tchèque et en Slovaquie. La cérémonie aura lieu le 4 décembre à la Maison de la Mutualité de Paris.
Son nouvel album est prévu pour 2015 et est produit par Earl Cohen, un producteur qui a travaillé pour de nombreux artistes tels que Lady Gaga, Pink, Usher, Whitney Houston, Tina Turner, Cyndi Lauper et bien d'autres. Son nom apparaît sur plus de 85 millions de titres dans le monde,.
Le 13 avril 2015 elle sort son tout nouveau single Unpredictable en avant première via le site Pop Crush.com. Le single est également en écoute et en téléchargement sur les sites Spotify et iTunes depuis le 14 avril 2015,.
Le 15 juin 2015, est publié le clip officiel du single Unpredictable sur Youtube, mais il sera présenté en avant première via le site Billboard.

## Discographie
Article détaillé (en)

### Albums et singles
Compilations
- 2011 : Česko Slovenská SuperStar: Výběr finálových hitů

Albums studios
- 2012 : Don't Look Back (sk)

| No  | Titre                                                                | Featured artist(s) | Durée |
| --- | -------------------------------------------------------------------- | ------------------ | ----- |
| 1.  | Nobody Knows (en) (Celeste Buckingham, Martin Šrámek, Andrej Hruška) |                    | 3:47  |
| 2.  | Bleeding (Celeste Buckingham)                                        |                    | 3:40  |
| 3.  | Don't Look Back (Carmel Buckingham)                                  |                    | 3:58  |
| 4.  | Run Run Run (Celeste Buckingham, Martin Šrámek, Andrej Hruška)       |                    | 3:42  |
| 5.  | Blue Guitar (Celeste Buckingham, Martin Šrámek, Andrej Hruška)       |                    | 3:44  |
| 6.  | Mám ťa málo (Martin Harich, en slovaque)                             | Martin Harich      | 3:36  |
| 7.  | Hello, Stranger (Celeste Buckingham)                                 |                    | 3:05  |
| 8.  | Stupid Love Games (Celeste Buckingham)                               |                    | 3:18  |
| 9.  | Heart (Celeste Buckingham)                                           | Noah Ellenwood     | 3:55  |
| 10. | Gole Goldun (Celeste Buckingham, en persan)                          |                    | 3:37  |

- 2013 : Where I Belong

| No  | Titre                                      | Featured artist(s) | Durée |
| --- | ------------------------------------------ | ------------------ | ----- |
| 1.  | I'm Not Sorry (Celeste Buckingham)         |                    | 3:53  |
| 2.  | Me and the Ceiling (Celeste Buckingham)    |                    | 3:13  |
| 3.  | Crushin' My FairyTale (Celeste Buckingham) |                    | 4:01  |
| 4.  | A Thousand Walls (Celeste Buckingham)      |                    | 3:29  |
| 5.  | Armor (Celeste Buckingham)                 |                    | 3:37  |
| 6.  | Who I'Ve Always Been (Celeste Buckingham)  |                    | 2:53  |
| 7.  | Nothing Ever Can (Celeste Buckingham)      |                    | 3:38  |
| 8.  | Walk Beside You (Celeste Buckingham)       |                    | 3:44  |
| 9.  | Gone (Celeste Buckingham)                  | Carmel Buckingham  | 3:21  |
| 10. | I Was Wrong (Celeste Buckingham)           | Majk Sprit         | 3:59  |
| 11. | Never Be You (Celeste Buckingham)          |                    | 2:53  |
| 12. | Run Run Run (Celeste Buckingham)           |                    | 3:42  |

## Singles
Tableau issu de la version anglaise de Wikipédia, traduit en français.
| Année                                                                | Single                            | Top positions | Top positions | Album                |
| Année                                                                | Single                            | SK            | CZ            | Album                |
| -------------------------------------------------------------------- | --------------------------------- | ------------- | ------------- | -------------------- |
| 2011                                                                 | Blue Guitar                       | 38            | —             | Don't Look Back (sk) |
| 2011                                                                 | Nobody Knows (en)                 | 48            | 28            | Don't Look Back (sk) |
| 2012                                                                 | Run Run Run                       | 2             | 2             | Don't Look Back (sk) |
| 2012                                                                 | Never Be You                      | 47            | 42            | Where I Belong       |
| 2013                                                                 | I Was Wrong featuring Majk Spirit | 2             | 17            | Where I Belong       |
| 2013                                                                 | Gone featuring Carmel Buckingham  | 15            | 62            | Where I Belong       |
| 2013                                                                 | Crushin' My Fairytale             | 7             | 7             | Where I Belong       |
| 2014                                                                 | I'm Not Sorry                     | 4             | 12            | Where I Belong       |
| "—" désigne un single non classé et non sorti dans le pays concerné. |                                   |               |               |                      |